# The Mystical Beast of Rebellion
Albums de Blut aus Nord
Memoria Vetusta I: Fathers of the Icy Age
(1996) The Work Which Transforms God
(2003)
The Mystical Beast Of Rebellion est le troisième album studio du groupe de Black metal français Blut aus Nord. L'album est sorti en 2001 sous le label Oaken Shield.
En 2010, Blut Aus Nord et le label Debemur Morti rééditeront l'album avec un deuxième CD comportant trois nouveaux titres d'une durée totale de 37:11.

## Liste des morceaux
| 1.    | The Fall Chapter I   | 6:39  |
| 2.    | The Fall Chapter II  | 7:43  |
| 3.    | The Fall Chapter III | 3:38  |
| 4.    | The Fall Chapter IV  | 6:50  |
| 5.    | The Fall Chapter V   | 6:01  |
| 6.    | The Fall Chapter VI  | 10:22 |
| 41:22 |                      |       |